# Сюй Хоуцзэ
Сюй Хоуцзэ (кит. трад. 許厚澤, упр. 许厚泽, пиньинь Xǔ Hóuzé; 4 мая 1934, Шэсянь (Хуаншань), Аньхой — 31 августа 2021, Ухань) — китайский геодезист и геофизик. Научный сотрудник Института геодезии и геофизики академии наук Китая,  академик Китайской академии наук (1991), Президент Уханьского отделения Китайской академии наук.

## Биография
Окончил Университет Тунцзи в  1955 году. В 1962 году получил дополнительное образование в  Институте геодезии и геофизики Китайской академии наук.  Научный сотрудник Института геодезии и геофизики Китайской академии наук (также директор). Президент Уханьского отделения Китайской академии наук.
Член КПК, делегат 6-го, 7-го и 8-го Всекитайского собрания народных представителей.

## Научные интересы
Предметом постоянного научного интереса Сюй Хоуцзэ были земные приливы. Он создал систему сбора гравиметрических данных по земным приливам на территории Китая, расширил модель земного прилива с учётом неоднородности мантии и нагрузки от океанской воды и, наконец, объединил усилия с зарубежными коллегами для глобальных исследований геодинамики с помощью сверхпроводящих гравиметров.

## Публикации
- 固体地球潮汐 (кит.). — Ухань: Hubei Science and Technology Press, 2010. — ISBN 9787535245441.

## Награды
- 1991 – академик Китайской академии наук.
- 2004 – премия  за научно-технический прогресс Фонда Хо – Люн – Хо – Ли[англ.][3].
- 2013 – премия Поля Мелькиора, высшая международная награда в области изучения земных приливов[2]